# Ernest Courtot de Cissey
Ernest Louis Octave Courtot de Cissey (Parigi, 12 settembre 1810 – Parigi, 15 giugno 1882) è stato un politico e generale francese.
È stato il Primo Ministro della Francia dal 22 maggio 1874 al 10 marzo 1875.